# 1171
Năm 1171 trong lịch Julius.

## Sinh
- 15 tháng 8-Vua Alfonso IX của Leon (mất 1230)
- Agnes của Pháp, con gái của Louis VII của Pháp (mất sau khi 1207)

## Mất
- 01 Tháng 1-Diarmait Mac Murchada, Vua của Leinster (sinh 1110)
- IV Tháng Hai Conan 20-Conan IV, Công tước xứ Bretagne (sinh 1138)
- Ngày 08 tháng 8 - Henry của Blois, giám mục của Winchester (sinh 1111)
- Ngày 08 tháng 11-Baldwin IV, Bá tước của Hainaut (sinh 1108)
- Ngày chưa biết'
  - Gleb của Kiev, Đại công tước Kiev
  - Yesügei, cha đẻ của Thành Cát Tư Hãn